# Liste der Geotope in Fürth
Diese Liste enthält ein Geotop in der mittelfränkischen Stadt Fürth in Bayern.
Die Liste enthält die amtlichen Bezeichnungen für Namen und Nummern des Bayerischen Landesamt für Umwelt (LfU) sowie deren geographische Lage. Diese Liste ist möglicherweise unvollständig. Im Geotopkataster Bayern sind etwa 3.400 Geotope (Stand März 2020) erfasst. Das LfU sieht einige Geotope nicht für die Veröffentlichung im Internet geeignet. Einige Objekte sind zum Beispiel nicht gefahrlos zugänglich oder dürfen aus anderen Gründen nur eingeschränkt betreten werden.
| Name                                               | Bild           | Geotop ID | Gemeinde / Lage | Geologische Raumeinheit | Beschreibung | Fläche m² / Ausdehnung m | Geologie                        | Aufschlussart | Wert      | Schutzstatus                                      | Bemerkung |
| -------------------------------------------------- | -------------- | --------- | --------------- | ----------------------- | --- | ------------------------ | ------------------------------- | ------------- | --------- | ------------------------------------------------- | --------- |
| Ehem. Steinbrüche im Fürther Stadtwald W von Fürth | weitere Bilder | 563A001   | Fürth Position  | Sandsteinkeuperregion   | Der Untere Burgsandstein ist in den noch verhandenen Aufschlüssen in der Nürnberger Fazies erschlossen. Diese besteht aus mittel- bis grobkörnigen Sandsteinen, die zum Teil nur wenig verwitterungsbeständig sind. Die teilweise sehr dicken Sandsteinbänke zeigen Schrägschichtung und weisen Schrämmspuren auf. | 10000 100 × 100          | Typ: Gesteinsart Art: Sandstein | Steinbruch    | bedeutend | Naturdenkmal, Landschaftsschutzgebiet, FFH-Gebiet |           |